# Crowdsourcing
Crowdsourcing (též wisdom of the crowd, „moudrost davů“) je novotvar pro označení způsobu dělby práce, při které se úkol obvykle vykonávaný zaměstnanci nebo kontraktory v rámci outsourcingu zadá blíže nespecifikované skupině lidí jako všeobecná výzva. Například se veřejnost vyzve na spolupráci při vývoji nové technologie, uskutečnění designérské úlohy, zdokonalení algoritmu nebo při pomoci se zachycením, roztříděním a analýzou velkého objemu dat.
Termín se stal populárním díky autorům knih a novinářům věnujícím se oblasti podnikání, kteří takto označovali trend působení masové spolupráce, která umožňuje využití technologie web 2.0 na dosahování podnikatelských záměrů. Termín i k němu odpovídající obchodní modely čelí kontroverzi a kritice.
Často se zde potvrzuje české přísloví „více hlav, více ví“. Například pokud položíte otázku skupině lidí, kteří jednotlivě jsou schopni najít správnou odpověď ve více než 50 %, tak stoupá pravděpodobnost správné kolektivní odpovědi s velikostí skupiny až ke 100 %. Tento fakt byl prokázán i empiricky. Kupříkladu skupina Hollywood Stock Exchange stanovila správnou prognózu pro 15 ze 16 držitelů Oscara.

## Původ
Slovo crowdsourcing poprvé použil Jeff Howe v červnu 2006 v článku pro časopis Wired. I když se jedná o nový termín, příklady crowdsourcingových projektů se uskutečňovaly už v 18. století. Roku 1714 britská vláda nabídla veřejnou odměnu za vyřešení úlohy související se zeměpisnou délkou. V 19. století byl napsaný Oxfordský slovník angličtiny i díky milionům útržků papíru s příspěvky od veřejnosti. V současnosti se používá internet na zveřejňování a správu crowdsourcingových projektů.

## Přehled
V některých případech je práce dobře ohodnocená. V jiných případech je odměnou uznání nebo intelektuální zadostiučinění. V crowdsourcingu mohou řešení vytvářet amatéři nebo dobrovolníci pracující ve volném čase, nebo malé podniky, které nejsou dost známé na iniciování organizace.

## Výhody crowdsourcingu
- problémy mohou být vyřešené s poměrně nízkými náklady
- platí se za výsledek
- organizace může zachytit širší rozsah talentů než ten, který si sama může dovolit zaměstnat

Rozdíl mezi crowdsourcingem a obyčejným outsourcingem je v tom, že úloha nebo problém jsou zadané veřejnosti, ne jiné organizaci.

## Kontroverze
Etické, společenské a hospodářské důsledky crowdsourcingu jsou předmětem široké diskuze. Například autor knih a mediální kritik Douglas Rushkoff v rozhovoru pro Wired News vyjádřil rozpolcenost termínu a jeho důsledky. Zakladatel Wikipedie Jimmy Wales je rovněž kritikem termínu. Některé zprávy se zaměřují na negativní důsledky crowdsourcingu na majitele podniků, částečně v souvislosti s tím, že projekt uskutečněný přes crowdsourcing může někdy skončit s vyššími náklady než projekt uskutečněný přes tradiční outsourcing.
Některé nástrahy crowdsourcingu:
- dodatečné náklady na dotáhnutí projektu do přijatelné podoby
- zvýšená pravděpodobnost, že projekt selže z důvodů jako např. nedostatek finanční motivace, malý počet zúčastněných, nižší kvalita práce, nedostatek osobní zainteresovanosti pro projekt, globální jazykové bariéry nebo složitá správa velkého projektu.
- Mzda pod tržní hodnotou nebo žádná mzda. S crowdsourcingem se často spojují barterové dohody.
- Žádné písemné smlouvy, dohody o neposkytování informací nebo zaměstnanecké smlouvy.
- Těžkosti s udržením pracovních vztahů s crowdsourcingovými pracovníky během trvání projektu.